# Baldur’s Gate II: Cienie Amn
Baldur’s Gate II: Cienie Amn (ang. Baldur’s Gate II: Shadows of Amn) – komputerowa gra fabularna wyprodukowana przez BioWare i wydana przez Interplay Entertainment w 2000 roku. Polska premiera odbyła się 1 grudnia, a wydawcą został CD Projekt. Jest to druga część serii Baldur’s Gate. Akcja gry rozpoczyna się bezpośrednio po wydarzeniach z Baldur’s Gate. Główny bohater i jego drużyna zostają schwytani i wrzuceni do lochów czarodzieja Jona Irenicusa.
Rozgrywka w Baldur’s Gate II opiera się na zasadach drugiej edycji Advanced Dungeons & Dragons. Gracz steruje drużyną bohaterów widzianą z perspektywy rzutu izometrycznego. Prace nad nią rozpoczęto w 1999 roku. Niektóre elementy gry zostały stworzone na podstawie sugestii graczy i recenzji pierwszej części. Tak jak w przypadku poprzednika, podczas produkcji użyto silnika Infinity Engine.
Gra została dobrze odebrana przez krytyków branżowych. Pozytywnie oceniono jej długość, fabułę i oprawę graficzną. Przyznano jej wiele wyróżnień, między innymi tytuły gry roku.
W 2001 roku wydano oficjalne rozszerzenie pod tytułem Baldur’s Gate II: Tron Bhaala. 15 listopada 2013 roku wydano remaster gry zatytułowany Baldur’s Gate II: Enhanced Edition, który dodaje do podstawowej gry m.in. nowe zadania i postacie. W sierpniu 2023 roku została wydana kontynuacja, Baldur’s Gate III.

## Fabuła
Akcja gry rozgrywa się w królestwie Amn na kontynencie Faerûn w roku 1369 KD. Obszar ten znany także jako Kraina Kupców położony jest na Wybrzeżu Mieczy na południe od Wrót Baldura. Stolicą królestwa jest Athkatla rządzona przez Anonimową Radę Sześciu i gildię Złodziei Cienia. Inne organizacje działające w tym rejonie to Zakapturzeni Czarodzieje i Harfiarze. W mieście do rzucania zaklęć wymagane jest kupienie licencji.
Gra rozpoczyna się w lochach potężnego maga Jona Irenicusa, który próbuje uwolnić boską moc postaci gracza i przekazać ją sobie. Graczowi udaje się uciec, a Irenicus wdaje się w konflikt z lokalną gildią Złodziei Cienia i używając magii zabija przeciwników. Wtedy pojawiają się przedstawiciele prawa, czarodzieje zwani Zakapturzonymi i dochodzi do walki, w której udział bierze też Imoen, przyrodnia siostra postaci gracza. W pewnym momencie Imoen łamie prawo i używa magii, tak więc Zakapturzeni Czarodzieje zabierają ją i Irenicusa do więzienia dla magów, zwanego Czarowięzami. Gracz zbiera odpowiednią ilość pieniędzy, za które zdobywa pomoc od Złodziei Cienia lub wampirów na czele z siostrą Irenicusa Bodhi. Niezależnie od wyboru drużyna dopływa statkiem do Czarowięzów i zostaje pojmana przez Irenicusa. Mag przejmuje duszę gracza, jak i Imoen, która okazuje się kolejnym dzieckiem Bhaala. W podziemiach Czarowięzów drużyna walczy z Bodhi i Irenicusem, zmuszając ich do ucieczki.
Zespół przedostaje się na powierzchnię po przejściu przez Podmrok. W międzyczasie Irenicus przejmuje kontrolę nad elfickim miastem Suldanessellar, a Bodhi kradnie elficką latarnię Rhynn Lanthorn, co powoduje, że miasto jest niewidoczne dla innych osób. Gracz zabija wampirzycę Bodhi, przez co Imoen odzyskuje swoją duszę. Latarnia zostaje zwrócona elfom, co skutkuje ponownym pojawieniem się Suldanessellaru. W mieście okazuje się, że Irenicus próbuje wyssać energię z Drzewa Życia. Gracz pokonuje maga, lecz, jako że jego dusza jest w posiadaniu Irenicusa, wszyscy zostają wciągnięci do piekła. Tam drużyna ostatecznie pokonuje maga i wraca do miasta elfów.

## Rozgrywka
Baldur’s Gate II: Cienie Amn jest komputerową grą fabularną, a jej mechanika jest oparta na drugiej edycję systemu Advanced Dungeons & Dragons. Rozgrywka widziana jest z perspektywy rzutu izometrycznego. Gra rozpoczyna się od tworzenia głównego bohatera, gdzie można wybrać rasę, klasę czy wygląd. Możliwe jest zaimportowanie bohatera z części pierwszej. Gracz steruje drużyną składającą się z maksymalnie sześciu bohaterów. Zależnie od klasy postacie mają różne umiejętności. Przykładowo złodzieje mogą wykrywać pułapki i okradać handlarzy. Klasy magiczne, takie jak czarodzieje, mogą używać zaklęć, które odnawiają się po odpoczynku. Wszystkie postacie w drużynie mogą zginąć, jednak tylko po śmierci głównego bohatera wymagane jest wczytanie wcześniej zapisanej gry.
Świat gry podzielony jest na mniejsze obszary, które początkowo nie są widoczne na mapie świata. Każdy teren odwiedzony po raz pierwszy jest pokryty mgłą wojny. Rozgrywka może zostać zatrzymana przy użyciu aktywnej pauzy, podczas której można wydawać polecenia postaciom, które wykonają je po wyłączeniu pauzy. Podczas wędrówki gracz spotyka bohaterów niezależnych. Niektórzy z nich mogą zaoferować zadania, a inni różne usługi takie jak sprzedaż przedmiotów, błogosławieństwo czy dodatkowe informacje o świecie gry. Niektóre ze zleconych zadań mają alternatywne zakończenia.
Decyzje podejmowane przez gracza mają wpływ na jego reputację. W zależności od niej napotkane osoby mogą różnie rozpocząć rozmowę, a kupcy mogą mieć różne ceny towarów. Wykonywanie zadań i zabijanie przeciwników nagradzane jest punktami doświadczenia. Kiedy postać zdobędzie ich określoną liczbę może awansować na kolejny poziom. Wszystkie rozpoczęte zadania zarówno główne, jak i poboczne, są opisane w dzienniku. Zebrane wcześniej przedmioty są widoczne w oknie ekwipunku. Każda z postaci może unieść określony ciężar zależnie od swojej siły. Gdy przedmioty ważą zbyt dużo, bohater porusza się wolniej lub staje w miejscu.
Podczas gry istnieje możliwość rekrutowania nowych bohaterów, którzy będą podróżować z protagonistą. Po dołączeniu do drużyny mogą zaoferować unikalne zadania poboczne. Wśród dostępnych towarzyszy, którzy byli obecni w części pierwszej, są Imoen, która dorastała z protagonistą w Candlekeep, Jaheira, która wraz z mężem Khalidem była przyjaciółką Goriona, łowca Minsc, który nosi ze sobą chomika o imieniu Boo, Edwin, Czerwony Mag z Thay i Viconia, kapłanka mrocznych elfów. Istnieje również wielu nowych bohaterów, którzy mogą dołączyć do drużyny: Aerie, skrzydlata elfka, która straciła swoje skrzydła i została sprzedana do cyrku przez handlarzy niewolników; Keldorn, starszy paladyn i członek Najszlachetniejszego Zakonu Promiennego Serca; Anomen, także rycerz zakonu; Mazzy, niziołek z Targowa; pochodząca z klasy wyższej Nalia; Valygar, należący do rodziny znanej z utalentowanych magów; druid Cernd; Haer'Dalis, bard i jeden z aktorów trupy; gnom Jan Jansen; Yoshimo, złodziej z krainy Kara-Tur oraz Korgan, krasnolud wojownik.
W trybie wieloosobowym gracze tworzą drużynę, składającą się z maksymalnie sześciu osób, gdzie jedna osoba steruje protagonistą. Zawartość gry jest taka sama jak w trybie dla jednej osoby.

## Produkcja
BioWare zadedykowało grę Danielowi Walkerowi, drugiemu pracownikowi firmy, który zmarł w 1999 roku. Baldur’s Gate była pierwszą grą cRPG stworzoną przez BioWare i to, czego nauczyli się podczas produkcji, zostało zaaplikowane podczas tworzenia kontynuacji. Jednocześnie twórcy stwierdzili, że nie mieli wystarczającej ilości czasu na wykonanie wszystkich założeń z powodu jednoczesnej pracy nad samą grą i jej silnikiem. Podczas pracy nad Baldur’s Gate 2 uzgodniono, że pracownicy powinni mieć „tyle czasu, żeby osiągnąć pełny potencjał”. Podczas tworzenia skupiono się na „zapewnieniu, że kontynuacja będzie lepsza w każdym możliwym zakresie od pierwowzoru”. Drugim celem było nie tylko stworzenie gry dla obecnych fanów, ale udostępnienie jej nowym graczom.
Prace rozpoczęły się w styczniu 1999 roku. Bazując na sugestiach graczy, recenzjach Baldur’s Gate i pomysłach producentów stworzona została lista z konstruktywną krytyką. Z niej powstała krótsza wersja z rzeczami, które miały pojawić się w grze. Na liście znalazły się takie funkcje jak: wsparcie dla większych rozdzielczości, używanie dwóch broni jednocześnie, tryb deathmatch czy dodanie znanych potworów z Advanced Dungeons & Dragons. Dzięki temu, że silnik był już gotowy, większość rzeczy była łatwa do dodania. Producent gry Ben Smedstad powiedział „silnik był gotowy od pierwszego dnia, co jest ogromnym wsparciem moralnym”. Autorem ścieżki dźwiękowej jest niemiecki kompozytor Michael Hoenig, który skomponował również muzykę do pierwszej części.
W celu uniknięcia problemów koncepcyjnych popełnionych podczas prac nad pierwszą częścią, sporządzono wytyczne dla każdego z sektorów w firmie. Głównym wzorcem projektowym było to, żeby gracze poczuli jak ich poczynania mają wpływ na otaczający świat, a także dostępność opcji dialogowych dla graczy o dobrym i złym charakterze. Porady dotyczące fabuły odnosiły się do skupienia się na postaci gracza i informowaniu o poczynaniach głównego złego bohatera. Także zasugerowano zwrot fabularny i otwarte zakończenie, żeby dało się stworzyć ewentualną kontynuację. Wskazano również na podział gry na rozdziały i stworzenie interesujących i łatwych w nawigacji lokacji. Wytyczne dotyczące scenariusza omawiały mniejszą liczbę zdań wypowiadanych podczas rozmów w jednej chwili i utrzymanie możliwych wypowiedzi gracza w liczbie trzech tak często, jak to możliwe. W trakcie wczesnej fazy produkcji niektóre z wytycznych nie były realizowane, co skutkowało w spowolnieniu prac.
Polskiego tłumaczenia dokonał CD Projekt. Wśród aktorów występujących w grze znajdują się między innymi: narrator – Piotr Fronczewski, Viconia DeVir – Gabriela Kownacka, Jan Jansen – Jan Kobuszewski, Keldorn Firecam – Marek Perepeczko, Jon Irenicus – Krzysztof Kolberger, Sarevok – Wiktor Zborowski, Yoshimo – Henryk Talar, Haer'dalis – Andrzej Butruk, Korgan Krwawy Topór – Jarosław Boberek, Aerie – Jolanta Wilk, Imoen – Iwona Rulewicz.
| Baldur’s Gate 2: Shadows Of Amn Bonus Disc | Baldur’s Gate 2: Shadows Of Amn Bonus Disc | Baldur’s Gate 2: Shadows Of Amn Bonus Disc |
| Nr                                         | Tytuł utworu                               | Długość                                    |
| ------------------------------------------ | ------------------------------------------ | ------------------------------------------ |
| 1.                                         | „Main Title”                               | 2:01                                       |
| 2.                                         | „Jon Battle And Peace”                     | 1:41                                       |
| 3.                                         | „Galean Bayle Sailing”                     | 1:14                                       |
| 4.                                         | „Asylum Journey”                           | 2:04                                       |
| 5.                                         | „Underdark”                                | 3:00                                       |
| 6.                                         | „City Gates”                               | 1:24                                       |
| 7.                                         | „Trademeet”                                | 1:00                                       |
| 8.                                         | „Waukeen's Promenade”                      | 1:27                                       |
| 9.                                         | „The Pirate Isle”                          | 0:55                                       |
| 10.                                        | „Taverns”                                  | 1:21                                       |
| 11.                                        | „The Domain Of The Dragon”                 | 3:32                                       |
| 12.                                        | „Jon Irenicus Encounter Theme”             | 2:24                                       |
| 13.                                        | „The Slums”                                | 2:15                                       |
| 14.                                        | „Forest Battle 1”                          | 1:18                                       |
| 15.                                        | „Forest Battle 2”                          | 1:00                                       |
| 16.                                        | „Plains Battle 1”                          | 1:13                                       |
| 17.                                        | „Plains Battle 2”                          | 1:19                                       |
| 18.                                        | „Mountain Battle 1”                        | 0:57                                       |
| 19.                                        | „Mountain Battle 2”                        | 1:05                                       |
| 20.                                        | „City Battle 1”                            | 1:00                                       |
| 21.                                        | „City Battle 2”                            | 1:06                                       |
| 22.                                        | „Nightmare In The Docks”                   | 1:41                                       |
| 23.                                        | „The Planar Sphere”                        | 0:45                                       |
| 24.                                        | „The Druid Grove”                          | 0:49                                       |
| 25.                                        | „The Asylum”                               | 0:57                                       |
| 26.                                        | „The Dreams”                               | 2:59                                       |
| 27.                                        | „Romance 1”                                | 2:03                                       |
| 28.                                        | „Romance 2”                                | 1:13                                       |
| 29.                                        | „The Bad”                                  | 1:36                                       |
| 30.                                        | „The Good”                                 | 1:31                                       |
| 31.                                        | „Sewer Battle”                             | 2:17                                       |
| 32.                                        | „Amongst The Sahuagin”                     | 1:01                                       |
| 33.                                        | „Shadow Battle”                            | 1:02                                       |

## Odbiór
Baldur’s Gate II spotkało się z uznaniem krytyków, zyskując średnią ocen 95/100 w serwisie Metacritic. Greg Kasavin z GameSpotu powiedział, że gra jest klasą samą w sobie i nazwał ją wielkim osiągnięciem w historii komputerowych gier fabularnych. Erik Peterson z IGN opisał grę jako nieporównywalną i bezkonkurencyjną. Thierry Nguyen z „Computer Gaming World” określił ją mianem gry cRPG roku i porównał do Fallouta, Planescape: Torment i Betrayal at Krondor. Redaktor Gamasutry Matt Barton w artykule z 2007 roku napisał: „Uważam ją za najlepszą grę cRPG w historii”. Według Allena Rauscha z GameSpy „jest to jedna z najlepszych gier cRPG i doświadczenie, którego żaden fan RPG nie powinien przegapić”. Redakcja serwisu Gry-Online w 2014 roku uznała Baldur’s Gate II najlepszą grą RPG wszech czasów.
Brian Wright z GamePro określił rozgrywkę w Baldur’s Gate II jako wciągającą. Redaktor RPGamer zauważył, że kiedy gra jest tym samym co Baldur’s Gate, to walka została w znacznym stopniu poprawiona, zmniejszając frustrację i dodając więcej opcji strategicznych. Thierry Nguyen powiedział, że gracze będą teraz przywiązywali większą uwagę do planowania walk. Tim McConnaughy zauważył, że gra jest znacznie trudniejsza od pierwszej części i wymaga więcej planowania oraz strategicznego myślenia. Pieter Spronck w swojej pracy naukowej o sztucznej inteligencji w grach komputerowych zauważył, że smoki będące największym wyzwaniem w grze można łatwo oszukać. Z uwagi na to że zachowanie wroga to sekwencja ręcznie napisanych skryptów, gracz może znaleźć słaby punkt przeciwnika, a walka staje się prosta.
Wątek fabularny spotkał się z pozytywnym odbiorem u większości krytyków. Tim McConnaughy określił fabułę jako epicką, a Erik Peterson pochwalił czytelność zadań i łatwość przechodzenia z jednego celu do kolejnego. Redaktor RPGamer uznał wątek główny za nijaki, lecz jednocześnie pochwalił zadania poboczne. Erik Peterson nazwał grę aktorską wspaniałą i podkreślił, że różnorodność osobowości pozwoli graczom przywiązać się do postaci. Greg Kasavin uznał początkowy obszar w grze za „płytki”, jednak zwrócił uwagę, że rozgrywka staje się ciekawsza, gdy gracz trafia do Athkatli. Erik Peterson określił, że początkowa sekcja, pomimo że jest dobra, to jednak nie jest tak wciągająca, jak kolejne przygody.
Krytycy pozytywnie ocenili oprawę graficzną. Brian Wright stwierdził, że tła zapierają dech w piersiach, a efekty czarów są imponujące. Erik Peterson opisał różnicę między pierwszą częścią, a kontynuacją słowami: „to jak patrzeć na nieruchomy obraz, a później zobaczyć animację na dużym ekranie”. Greg Kasavin uznał zarówno prerenderowane tła, jak i animacje postaci i potworów za dobrze zrobione.
Baldur’s Gate II jest często określana jako „kultowa” i umieszczana jest na liście najlepszych gier cRPG. Redakcja magazynu PC Gamer UK w 2015 roku przyznała grze 30. miejsce na liście najlepszych gier na PC. Redakcja serwisu Gry-Online w 2014 roku przyznała grze 1. miejsce na liście najlepszych gier cRPG wszech czasów. Gra zajęła 9. miejsce na liście magazynu „Game Informer” „Top 100 RPGs Of All Time” i 1. miejsce na liście serwisu IGN „The Top 11 Dungeons & Dragons Games of All Time”.

## Dodatek
W czerwcu 2001 roku wydano dodatek Baldur’s Gate II: Tron Bhaala. Gra kontynuuje historię głównego bohatera i jednocześnie zamyka sagę o potomkach boga wojny. Wydarzenia opowiedziane w grze mają miejsce głównie na ziemiach Tethyru. Dodaje ona także nowe umiejętności, bohaterów, a także podwyższa maksymalny poziom doświadczenia.

## Remaster
W marcu 2012 roku studio Beamdog zapowiedziało odnowione wersje obu części Baldur’s Gate. W czerwcu 2013 roku prace nad grą zostały wstrzymane z powodów prawnych z firmą Atari. Po kilku tygodniach, szef Beamdog, Trent Oster ogłosił, że doszło do porozumienia pomiędzy stronami. 15 listopada 2013 gra została wydana jako Baldur’s Gate II: Enhanced Edition. W porównaniu z oryginalną wersją ta została wzbogacona o nowe zadania, przedmioty i postacie. Polska wersja językowa ukazała się w 2018 roku w formie darmowej aktualizacji do gry. W 2019, firma Skybound Games wydała grę na konsole Nintendo Switch, PlayStation 4 i Xbox One.

## Kontynuacja
Po dobrym odbiorze w mediach i wysokiej sprzedaży detalicznej twórcy zaczęli prace nad kolejną częścią. Baldur’s Gate III: The Black Hound był tworzony przez zespół z Black Isle Studios, ale wydawca Interplay mając problemy finansowe zamknął studio. Około 2014 roku belgijska firma Larian Studios skontaktowała się z właścicielami licencji Wizards of the Coast. Ostatecznie po kilku latach udało się podpisać umowę, a w 2019 ogłoszono, że Baldur’s Gate III był w produkcji. Gra weszła w fazę wczesnego dostępu 6 października 2020, a pełna wersja pojawiła się w sierpniu 2023.